# Фёдоров, Виктор (легкоатлет)
Виктор Фёдоров (род. 5 августа 1955) — советский легкоатлет, специалист по бегу на короткие дистанции. Выступал на всесоюзном уровне в 1980-х годах, чемпион СССР в эстафете 4×200 метров, бронзовый призёр Спартакиады народов СССР, победитель первенств всесоюзного значения.

## Биография
Виктор Фёдоров родился 5 августа 1955 года. Занимался лёгкой атлетикой в Омске, представлял РСФСР и добровольное спортивное общество «Спартак». Проходил подготовку под руководством заслуженного тренера России Владимира Петровича Иванова.
Первого серьёзного успеха добился в сезоне 1979 года, когда на всесоюзных соревнованиях в помещении в Вильнюсе одержал победу в зачёте бега на 60 метров. Позднее на чемпионате страны в рамках VII летней Спартакиады народов СССР в Москве с российской командой стал бронзовым призёром в эстафете 4×100 метров.
В 1980 году отметился победами на соревнованиях в Омске и Ангарске — в беге на 100 и 200 метров соответственно (в первом случае в условиях ручного хронометража установил свой личный рекорд — 10,1). На чемпионате СССР в Донецке в составе российской команды победил в эстафете 4×200 метров.
В 1981 году на чемпионате СССР в Москве завоевал серебряную награду в 100-метровой дисциплине, уступив на финише только титулованному москвичу Николаю Сидорову.
В 1983 году в беге на 100 метров выиграл соревнования в Краснодаре и Ангарске.
В 1984 году на всесоюзных соревнованиях в Сочи занял пятое место на дистанции 100 метров, установив личный рекорд при условии электронного хронометража — 10,43.
В мае 1988 года в беге на 200 метров с личным рекордом 20,5 выиграл серебряную медаль на всесоюзном старте в Ленинграде.